# INEOS Grenadiers/2024
Deze pagina geeft een overzicht van de INEOS Grenadiers-wielerploeg in 2024.

## Algemeen
Sponsor: INEOS
Algemeen manager: John Allert
Ploegleiders: Xabier Artetxe Gesuraga, Kurt Bogaerts, Dario Cioni, Steve Cummings, Zak Dempster, Imanol Erviti, Christian Knees, Adrián López, Ian Stannard, Xabier Zandio

Staff: Scott Drawer
Fietsen: Pinarello
Materiaal: Shimano
Kleding: GOBIK

## Renners
| Naam                 | Geboortedatum | Nationaliteit       | Ploeg 2023                   |
| -------------------- | ------------- | ------------------- | ---------------------------- |
| Thymen Arensman      | 04-12-1999    | Nederland           |                              |
| Andrew August        | 12-10-2005    | Verenigde Staten    | -                            |
| Egan Bernal          | 13-01-1997    | Colombia            |                              |
| Jonathan Castroviejo | 27-04-1987    | Spanje              |                              |
| Laurens De Plus      | 04-09-1995    | België              |                              |
| Tobias Foss          | 25-05-1997    | Noorwegen           | Jumbo-Visma                  |
| Omar Fraile          | 17-07-1990    | Spanje              |                              |
| Filippo Ganna        | 25-07-1996    | Italië              |                              |
| Ethan Hayter         | 18-09-1998    | Verenigd Koninkrijk |                              |
| Leo Hayter           | 10-08-2001    | Verenigd Koninkrijk |                              |
| Kim Heiduk           | 03-03-2000    | Duitsland           |                              |
| Michał Kwiatkowski   | 02-06-1990    | Polen               |                              |
| Michael Leonard      | 26-03-2004    | Canada              |                              |
| Jhonatan Narváez     | 04-03-1997    | Ecuador             |                              |
| Tom Pidcock          | 30-07-1999    | Verenigd Koninkrijk |                              |
| Salvatore Puccio     | 31-08-1989    | Italië              |                              |
| Brandon Rivera       | 21-03-1996    | Colombia            |                              |
| Carlos Rodriguez     | 02-02-2001    | Spanje              |                              |
| Óscar Rodríguez      | 06-05-1995    | Spanje              | Movistar Team                |
| Luke Rowe            | 10-03-1990    | Verenigd Koninkrijk |                              |
| Magnus Sheffield     | 19-04-2002    | Verenigde Staten    |                              |
| Artem Shmidt *       | 30-01-2004    | Verenigde Staten    | Hagens Berman Axeon          |
| Theodor Storm        | 31-03-2005    | Denemarken          | NPV-Carl Ras Roskilde Junior |
| Ben Swift            | 05-11-1987    | Verenigd Koninkrijk |                              |
| Connor Swift         | 30-10-1995    | Verenigd Koninkrijk |                              |
| Joshua Tarling       | 15-02-2004    | Verenigd Koninkrijk |                              |
| Geraint Thomas       | 25-05-1986    | Verenigd Koninkrijk |                              |
| Ben Turner           | 28-05-1999    | Verenigd Koninkrijk |                              |
| Elia Viviani         | 07-02-1989    | Italië              |                              |
| Cameron Wurf         | 03-08-1983    | Australië           |                              |

*vanaf 25/8

### Vertrokken
| Naam               | Geboortedatum | Nationaliteit       | Ploeg 2024        |
| ------------------ | ------------- | ------------------- | ----------------- |
| Tao Geoghegan Hart | 30-03-1995    | Verenigd Koninkrijk | Lidl-Trek         |
| Daniel Martínez    | 25-04-1996    | Colombia            | BORA-hansgrohe    |
| Luke Plapp         | 25-12-2000    | Australië           | Team Jayco AlUla  |
| Pavel Sivakov      | 11-07-1997    | Frankrijk           | UAE Team Emirates |
| Ben Tulett         | 26-08-2001    | Verenigd Koninkrijk | Jumbo-Visma       |

## Overwinningen
| Nationale kampioenschappen wielrennen Ecuador - wegrit: Jhonatan Narváez Italië - tijdrit: Filippo Ganna Verenigd Koninkrijk - tijdrit: Joshua Tarling Verenigd Koninkrijk - wegrit: Ethan Hayter O Gran Camiño 1e etappe (ITT): Joshua Tarling Ronde van het Baskenland 6e etappe: Carlos Rodríguez Amstel Gold Race Tom Pidcock Ronde van de Alpen 1e etappe: Tobias Foss Puntenklassement: Tobias Foss | Ronde van Romandië Eindklassement: Carlos Rodríguez Jongerenklassement: Carlos Rodríguez Ronde van Italië 1e etappe: Jhonatan Narváez 14e etappe: Filippo Ganna Critérium du Dauphiné 8e etappe: Carlos Rodríguez Ronde van Oostenrijk 2e etappe: Brandon Rivera 4e etappe: Filippo Ganna Jongerenklassement: Magnus Sheffield |  |

2010 · 2011 · 2012 · 2013 · 2014 · 2015 · 2016 · 2017 · 2018 · 2019 · 2020 · 2021 · 2022 · 2023 · 2024 · 2025
Alpecin-Deceuninck · Arkéa-B&B Hotels · Astana Qazaqstan · Bahrain Victorious · BORA-hansgrohe · Cofidis · Decathlon AG2R La Mondiale · EF Education-EasyPost · Groupama-FDJ · INEOS Grenadiers · Intermarché-Wanty · Lidl-Trek · Movistar Team · Soudal Quick-Step · dsm-firmenich PostNL · Jayco AlUla · UAE Team Emirates · Visma-Lease a Bike